# Misao Tamai
Misao Tamai (Prefettura di Hyōgo, 16 dicembre 1903 – Kōbe, 23 dicembre 1978) è stato un calciatore giapponese, di ruolo attaccante.

## Biografia
Si è laureato presso l'Università di Waseda. Ha giocato nelle squadre della Meiji Gakuin Junior High School (明治学院高等学校 Meiji Gakuin Kōtōgakkō), della Waseda First Higher School e nel Waseda WMW. Seguì i metodi di allenamento di Kyaw Din, e fu una figura importante nel periodo della nascita del calcio nelle università. Giocò ai Giochi dell'Estremo Oriente di Shanghai del 1927 quando era ancora studente, segnando un gol nella partita contro la Repubblica di Cina. Fu scelto come direttore della sezione di Hyogo della Kansai Football Association nel 1931, per poi diventare il primo presidente della Hyōgo Football Association nel 1939 e presidente della Kansai Football Association nel 1957. Dedicò i suoi sforzi alla promozione del gioco del calcio nella regione di Kansai e nella prefettura di Hyōgo.
Nominato dirigente della Federazione calcistica del Giappone (JFA) nel 1951, è stato poi vicepresidente per quasi 20 anni dal 1957 al 1976, dedicandosi all'organizzazione delle Olimpiadi di Tokio del 1964 oltre a varie attività legate al calcio e alla diffusione dello sport in Giappone.
Misao Tamai è parte della Hall of Fame del calcio giapponese.